# 拉纳加特
拉纳加特（Ranaghat），是印度西孟加拉邦Nadia县的一个城镇。总人口68754（2001年）。

## 人口
该地2001年总人口68754人，其中男性35064人，女性33690人；0—6岁人口5254人，其中男2647人，女2607人；识字率83.60%，其中男性为87.12%，女性为79.93%。